# Вакан сансай дзуэ

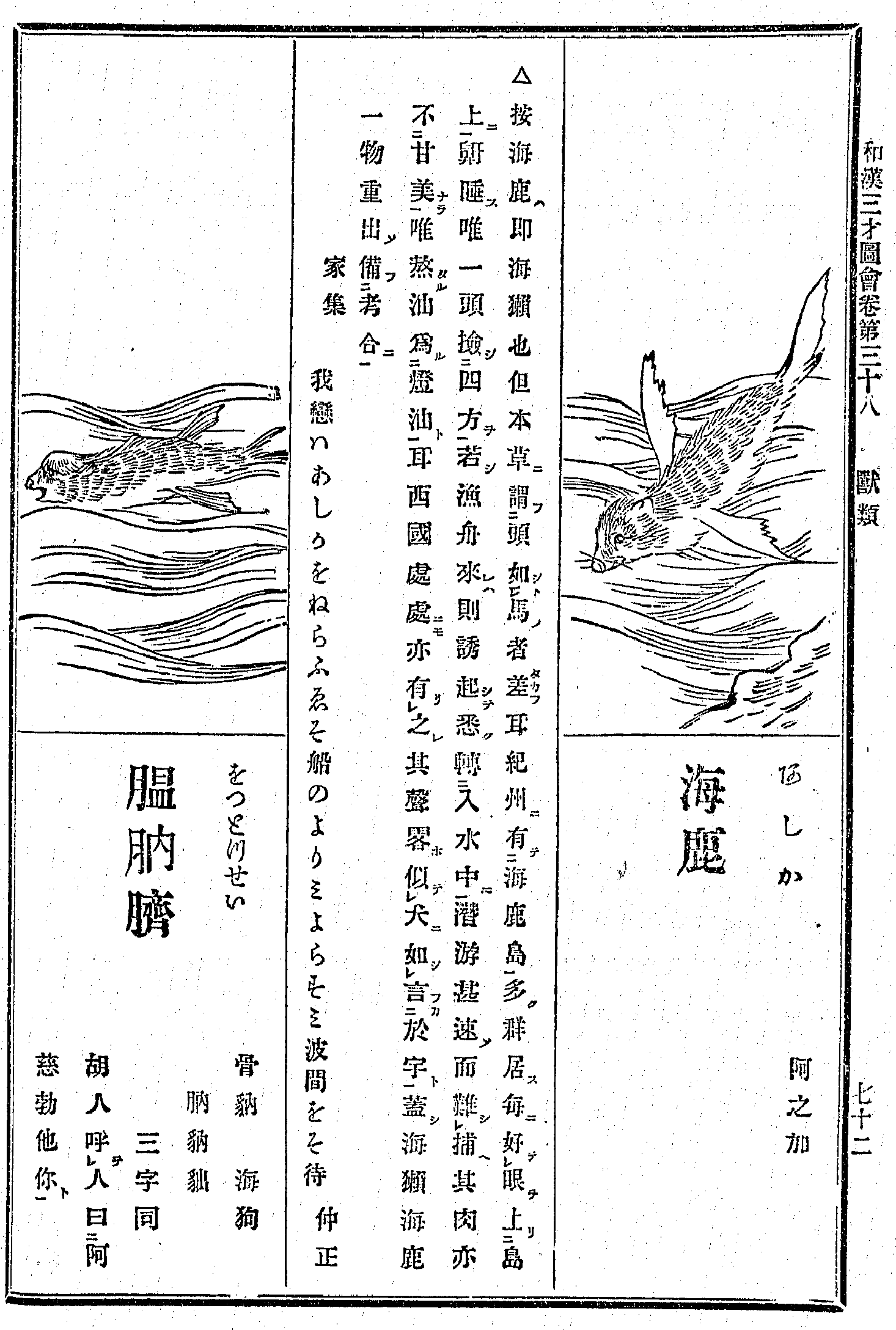
Морской котик (слева) и морской лев (справа) из «Вакан сансай дзуэ».

Вакан сансай дзуэ (яп. 和漢三才図会,わかんさんさいずえ, «Японо-китайский иллюстрированный сборник трёх миров») — японский энциклопедический словарь периода Эдо, изданный в 1712 году.
«Вакан сансай дзуэ» относится к категории книг, которые в средневековой Японии назывались руйсё, — аналогов китайских универсальных справочников, упорядоченных по тематическим разделам. В его основе лежат материалы минской энциклопедии «Иллюстрированный сборник трёх миров» 1607 года. Организатором японского издания был осакский врач Тэрадзима Рёан.
«Вакан сансай дзуэ» состоит из 105 томов (свитков), собранных в 81 книге. Он посвящён «трём мирам» — «миру Небес», «миру Земли» и «миру людей». Словарь написан китайским письмом, иногда с объяснениями каной. Практически каждая статья имеет чёрно-белую иллюстрацию.
Материалы «Вакан сансай дзуэ» является ценным источником о знаниях и представлениях японцев о мире XVII — начала XVIII веков.